# Land O' Lakes, Florida
Land O' Lakes är en ort (CDP) i Pasco County, i delstaten Florida, USA. Enligt United States Census Bureau har orten en folkmängd på 31 996 invånare (2010) och en landarea på 49,3 km².